# 角田京子
角田 京子（かくた きょうこ）は、ボイスワークス所属のフリーアナウンサー、実業家。元NHK山形放送局契約キャスター。

## 来歴・人物
市原中央高等学校・跡見学園女子大学卒業。
2007年3月、NHK山形放送局に契約キャスターとして入局。2012年3月に退局するまでの約5年間、「平成21年度全国NHK地域キャスター賞」、「平成23年NHK山形放送局長賞」を受賞した。
2012年4月よりフリーアナウンサーに転向。転向後もNHKに出演し、『ゆうどき』のリポーターを同番組が終了するまで務めた。
2015年10月から2017年3月までテレビ神奈川（tvk）の『tvkニュース』を担当した。2022年2月以降も不定期で出演している。
2017年4月から2019年3月までラジオ日本の『ラジオ日本ニュース』を担当した。
2020年8月からは家業である印刷会社の社長も務めている。
趣味は海外ドラマ鑑賞、イラストを描くこと。

## 現在の出演番組
- tvkニュース（2015年10月 - 2017年3月、2022年2月 - 不定期、テレビ神奈川）

## 過去の出演番組

### NHK山形放送局
- やまモリ! - キャスター・企画リポート
- やまがたニュースアイ（2011年度） - キャスター・中継リポーター・企画リポート
- クローズアップやまがた
- やまがたスペシャル
- 全国高専ロボットコンテスト2009東北地区大会 - 司会
- 小さな旅 - リポーター

### フリーアナウンサー
- ゆうどきネットワーク→ゆうどき（NHK総合） - リポーター・旅リポーター
- 土曜スタジオパーク（NHK総合） - 地域キャスター賞受賞によるゲスト出演
- ラジオ日本ニュース（ラジオ日本）
- 生活向上エンタテインメント（BS12 トゥエルビ）
- デイリーニュースダイジェスト（ジェイコム茨城） - キャスター・リポーター
- かすみがうらマラソン（ジェイコム茨城） - リポーター
- 市長選挙特番（ジェイコム茨城） - 司会
- news TOKYO FLAG（2023年1月 - 2月、TOKYO MX） - ナレーション[5][6]